# Half Past Whatever
Half Past Whatever ist eine österreichische Pop-Rock-Band aus Innsbruck, Tirol. Die Gruppe gewann den österreichweiten Red Bull Brandwagen Bandcontest im Jahre 2011. Viele ihrer Lieder haben vor allem emotionale Inhalte, insbesondere Themen wie Homophobie und gleichgeschlechtliche Liebe, hervorgerufen durch die Homosexualität von Sängerin Katy Hustwick, kommen oft vor.
Im Sommer 2011 nahm die Gruppe ihr erstes Studioalbum Anything The Redhead Said auf, welches im Dezember 2011 veröffentlicht wurde. 2012 schaffte es die Band mit dem Little Peace Song ins Vorfinale des Protestsongcontests.

## Diskografie
- 2011: Anything The Redhead Said (Digana Studio)

## Auszeichnungen
- 2011: Red Bull Brandwagen Bandcontest Österreich Sieger